# No Body, No Crime
"No Body, No Crime" (estilizada em letras minúsculas) é uma canção da cantora e compositora norte-americana Taylor Swift, gravada para seu nono álbum de estúdio Evermore (2020), lançado através da Republic Records. Conta com a participação da banda compatriota Haim. Swift escreveu e produziu a canção com Aaron Dessner. Foi enviada para as rádios country da Universal Music Group Nashville em 11 de janeiro de 2021, servindo como o segundo single do álbum. Swift escreveu a faixa como resultado de sua obsessão por documentários policiais e podcasts do gênero true crime. "No Body, No Crime" é uma balada derivada dos gêneros country, country rock e pop rock, com elementos da música americana, que narra uma história fictícia sobre o assassinato de uma mulher chamada Este, narrado por sua amiga, que coloca seu plano de vingança contra o marido de sua amiga em prática.
Os críticos elogiaram "No Body, No Crime" pela narrativa, letra e produção de Swift, mas alguns a consideraram desanimadora. Comercialmente, a canção alcançou a posição de número dezesseis na Billboard Global 200 e alcançou o top 20 nas paradas da Austrália, Canadá, Irlanda e Reino Unido. Swift e Haim cantaram a faixa ao vivo em concertos onde a banda atuou como atração de abertura na The Eras Tour, sexta turnê mundial de Swift.

## Desempenho comercial
| Tabela musical (2020–2021)               | Melhor posição |
| ---------------------------------------- | -------------- |
| Austrália (ARIA)                         | 16             |
| Canadá (Canadian Hot 100)                | 11             |
| Estados Unidos (Billboard Country Songs) | 2              |
| Estados Unidos (Billboard Hot 100)       | 34             |
| Irlanda (IRMA)                           | 11             |
| Global 200 (Billboard)                   | 16             |
| Nova Zelândia (Recorded Music NZ)        | 29             |
| Portugal (AFP)                           | 83             |
| Reino Unido (UK Singles Chart)           | 19             |
| Singapura (RIAS)                         | 28             |

## Histórico de lançamento
| Região         | Data                  | Formato        | Gravadora              | Ref.   |
| -------------- | --------------------- | -------------- | ---------------------- | ------ |
| Estados Unidos | 11 de janeiro de 2021 | Rádios country | Republic MCA Nashville | [ 11 ] |